# Super Monkey Ball: Banana Blitz
Super Monkey Ball: Banana Blitz est jeu vidéo de type party game développé et édité par Sega, sorti en 2006 sur Wii. Suite des aventures de Ai-Ai et de sa famille, le titre utilise pleinement les fonctions de détection de mouvement de la manette Wiimote. Le jeu est réédité dans une version remasterisée,  le 31 octobre 2019, sur Nintendo Switch, PlayStation 4 et Xbox One.

## Système de jeu
La Wiimote se tient horizontalement, parallèlement au sol, et le personnage du jeu glisse sur le stage, stage incliné du même angle que la Wiimote, le joueur ne contrôle pas donc directement son personnage. Le Nunchuk permet de contrôler la caméra, mais c'est facultatif.
Pour la première fois dans la série Super Monkey Ball, le joueur a la possibilité d'effectuer un saut en donnant un léger coup rapide sur la manette et en appuyant sur B, ou simplement en appuyant sur le bouton A. D'autres nouveautés sont présentes, comme les capacités spécifiques aux personnages.
Le jeu dispose d'une centaine de niveaux dans le mode de jeu principal et 50 mini-jeux qui utilisent la manette Wii de façons différentes. Contrairement aux épisodes précédents, Banana Blitz dispose de 8 boss.

## Synopsis
Le méchant du jeu, un gorille pirate, a volé les huit bananes en or et les a disséminés dans 8 mondes différents, chaque banane étant gardée par un boss.

## Accueil
Le jeu a globalement reçu des critiques positives, avec une moyenne de 74/100 sur Metacritic, basée sur 53 critiques et une moyenne similaire de 73,76 % sur GameRankings, basée sur 59 critiques.
Jeuxvideo.com lui a accordé un 14/20, notant que l'épisode « mérite l'attention des adeptes de la série qui regrettaient qu'elle ne se renouvelle pas davantage ». Gamekult a noté le jeu 7/10, soulignant que le jeu « n'aura donc aucun mal à séduire les curieux aussi bien que les amateurs de la série ». Le jeu a également reçu un 8,4/10 de la part d'IGN.

## Ventes
Le 21 novembre 2006, Super Monkey Ball: Banana Blitz se classait premier des ventes de jeux Wii sur le site d'achat en ligne Amazon, se trouvant ainsi au-dessus de The Legend of Zelda: Twilight Princess et de Rayman contre les lapins crétins.
D'après VG Chartz, au 6 août 2009, le jeu s'était vendu mondialement à 1,25 million d'exemplaires, dont 690 000 en Amérique, 40 000 au Japon et 520 000 sur les autres territoires, faisant de lui, à cette date, le 40e jeu le plus vendu sur Wii au niveau mondial.